# Municipio de Elk Falls
El municipio de Elk Falls (en inglés: Elk Falls Township) es un municipio ubicado en el condado de Elk en el estado estadounidense de Kansas. En el año 2010 tenía una población de 187 habitantes y una densidad poblacional de 1,23 personas por km².

## Geografía
El municipio de Elk Falls se encuentra ubicado en las coordenadas 37°21′14″N 96°13′8″O / 37.35389, -96.21889. Según la Oficina del Censo de los Estados Unidos, el municipio tiene una superficie total de 152.03 km², de la cual 150,71 km² corresponden a tierra firme y (0,87 %) 1,32 km² es agua.

## Demografía
Según el censo de 2010, había 187 personas residiendo en el municipio de Elk Falls. La densidad de población era de 1,23 hab./km². De los 187 habitantes, el municipio de Elk Falls estaba compuesto por el 95,19 % blancos, el 1,6 % eran amerindios, el 0,53 % eran asiáticos y el 2,67 % eran de una mezcla de razas. Del total de la población el 0,53 % eran hispanos o latinos de cualquier raza.